# Biserica „Înălțarea Domnului” din Grigoriopol
Biserica „Înălțarea Domnului” este o biserică amplasată pe str. Șevcenco, 17 în Grigoriopol, Republica Moldova. Este un monument arhitectural de importanță națională inclus în Registrul monumentelor Republicii Moldova ocrotite de stat cu nr. 464 (raionul Grigoriopol). Datează din jum. I a sec. XIX.